# ITF Women’s Circuit 2011 (April–Juni)
In den folgenden Tabellen werden die Tennisturniere des zweiten Quartals des ITF Women’s Circuit 2011 dargestellt.

## Turnierplan
| Kategorien |
| ---------- |
| $100.000   |
| $75.000    |
| $50.000    |
| $25.000    |
| $10.000    |

### April
| Datum 1 | Turnierort                    | Siegerin Einzel            | Siegerinnen Doppel                         |
| ------- | ----------------------------- | -------------------------- | ------------------------------------------ |
| 04.04.  | Bundaberg                     | Casey Dellacqua            | Casey Dellacqua Olivia Rogowska            |
| 04.04.  | Jackson                       | Marina Eraković            | Sharon Fichman Marie-Ève Pelletier         |
| 04.04.  | Pomezia                       | Margalita Tschachnaschwili | Benedetta Davato Lisa Sabino               |
| 04.04.  | Šibenik                       | Eugenie Bouchard           | Mateja Kraljevic Amra Sadiković            |
| 04.04.  | Antalya                       | Quirine Lemoine            | Irina Glimakowa Polina Monowa              |
| 04.04.  | Almaty                        | Nadezda Gorbachkova        | Albina Xabibulina Zuzana Luknárová         |
| 04.04.  | Lucknow                       | Sharmada Balu              | Anja Prislan Kyra Shroff                   |
| 04.04.  | Caracas                       | Adriana Pérez              | Karen Castiblanco Adriana Pérez            |
| 04.04.  | Córdoba                       | Tatiana Búa                | Andrea Benítez Salome Llaguno              |
| 11.04.  | Johannesburg Soweto Open 2011 | Walerija Sawinych          | nach dem Viertelfinale gestrichen          |
| 11.04.  | Casablanca                    | Galina Woskobojewa         | Sandra Klemenschits Kristina Mladenovic    |
| 11.04.  | Incheon                       | Kim So-jung                | Han Sung-hee Kong Hyun Hui                 |
| 11.04.  | Osprey                        | Claire de Gubernatis       | Stéphanie Foretz Gacon Alexa Glatch        |
| 11.04.  | Pomezia                       | Anna Remondina             | Diana Enache Karin Knapp                   |
| 11.04.  | Bol                           | Evelyn Mayr                | Martina Borecká Martina Kubičíková         |
| 11.04.  | Antalya                       | Darja Gawrilowa            | Lucy Brown Francesca Stephenson            |
| 11.04.  | Caracas                       | Adriana Pérez              | Karen Castiblanco Adriana Pérez            |
| 11.04.  | Córdoba                       | Andrea Benítez             | Andrea Benítez Tatiana Búa                 |
| 18.04.  | Dothan                        | Melinda Czink              | Walerija Solowjowa Lenka Wienerová         |
| 18.04.  | Civitavecchia                 | María Teresa Torró Flor    | Daniëlle Harmsen Réka-Luca Jani            |
| 18.04.  | Tessenderlo                   | Anna-Lena Grönefeld        | Anna-Lena Grönefeld Tatjana Malek          |
| 18.04.  | Hvar                          | Ema Burgić                 | Martina Borecká Martina Kubičíková         |
| 18.04.  | Antalya                       | Marta Sirotkina            | Laura-Ioana Andrei Sylwia Zagórska         |
| 18.04.  | Torrent                       | Garbiñe Muguruza           | Simona Dobrá Tereza Hladiková              |
| 18.04.  | Karshi                        | Jekaterina Jaschina        | Nigina Abduraimova Albina Xabibulina       |
| 18.04.  | Caracas                       | Indire Akiki               | Misleydis Díaz González Yamile Fors Guerra |
| 18.04.  | Córdoba                       | Daniela Seguel             | Verónica Cepede Royg Luciana Sarmenti      |
| 25.04.  | Charlottesville               | Stéphanie Dubois           | Sharon Fichman Marie-Ève Pelletier         |
| 25.04.  | Gifu                          | Sachie Ishizu              | Chan Hao-ching Chan Yung-jan               |
| 25.04.  | Chiasso                       | Mónica Puig                | Yvonne Meusburger Kathrin Wörle            |
| 25.04.  | Karshi                        | Isabella Holland           | Tetyana Arefyeva Jewgenija Paschkowa       |
| 25.04.  | Minsk                         | Olga Putschkowa            | Ljudmyla Kitschenok Nadija Kitschenok      |
| 25.04.  | San Severo                    | Olivia Sanchez             | Martina Gledacheva Valentina Sulpizio      |
| 25.04.  | Antalya                       | Jana Butschina             | Laura-Ioana Andrei Ekaterine Gorgodse      |
| 25.04.  | Zell am Harmersbach           | Carina Witthöft            | Marcella Koek Eva Wacanno                  |
| 25.04.  | Bournemouth                   | Scarlett Werner            | Surina de Beer Francesca Stephenson        |
| 25.04.  | Vic                           | Despina Papamichail        | Simona Dobrá Tereza Hladiková              |
| 25.04.  | São Paulo                     | Andrea Benítez             | Gabriela Cé Carla Forte                    |
| 25.04.  | Bangkok                       | Misa Eguchi                | Li Ting Ai Yamamoto                        |

### Mai
| Datum 1                 | Turnierort                                                          | Siegerin Einzel                                 | Siegerinnen Doppel                        |
| ----------------------- | ------------------------------------------------------------------- | ----------------------------------------------- | ----------------------------------------- |
| 02.05.                  | Cagnes-sur-Mer Open GDF Suez de Cagnes-sur-Mer Alpes-Maritimes 2011 | Sorana Cîrstea                                  | Anna-Lena Grönefeld Petra Martić          |
| 02.05.                  | Indian Harbour Beach                                                | Melinda Czink                                   | Aljona Sotnykowa Lenka Wienerová          |
| 02.05.                  | Fukuoka                                                             | Tamarine Tanasugarn                             | Shūko Aoyama Rika Fujiwara                |
| 02.05.                  | Prag                                                                | Lucie Hradecká                                  | Darja Kustawa Arina Rodionowa             |
| 02.05.                  | Buxoro                                                              | Nikola Hofmanova                                | Han Sung-hee Liang Chen                   |
| 02.05.                  | Casarano                                                            | Irina Chromatschowa                             | Giulia Gatto-Monticone Federica Quercia   |
| 02.05.                  | Istanbul                                                            | Sopia Kwazabaia                                 | Laura-Ioana Andrei Sopia Kwazabaia        |
| 02.05.                  | Wiesbaden                                                           | Yuliana Lizarazo                                | Mihaela Buzărnescu Karolina Wlodarczak    |
| 02.05.                  | Edinburgh                                                           | Alison Van Uytvanck                             | Samantha Murray Jade Windley              |
| 02.05.                  | Hyderabad                                                           | Keren Shlomo                                    | Han Na-lae Lee So-ra                      |
| 02.05.                  | Bangkok                                                             | Luksika Kumkhum                                 | Jessy Rompies Grace Sari Ysidora          |
| 02.05.                  | Maspalomas                                                          | Sandra Soler Sola                               | Ximena Hermoso Ivette López               |
| 02.05.                  | Petroupoli                                                          | Diāna Marcinkēviča                              | Kim Grajdek Zuzana Linková                |
| 09.05.                  | Prag Sparta Prague Open 2011                                        | Magdaléna Rybáriková                            | Petra Cetkovská Michaëlla Krajicek        |
| 09.05.                  | Fukuoka                                                             | Rika Fujiwara                                   | Ayumi Oka Akiko Yonemura                  |
| 09.05.                  | Saint-Gaudens                                                       | Anastassija Piwowarowa                          | Caroline Garcia Aurélie Védy              |
| 09.05.                  | Raleigh                                                             | Petra Rampre                                    | Sharon Fichman Marie-Ève Pelletier        |
| 09.05.                  | Reggio Emilia                                                       | Sloane Stephens                                 | Sophie Ferguson Sally Peers               |
| 09.05.                  | Zagreb                                                              | Nathalie Piquion                                | Eliza Kostowa Barbara Sobaszkiewicz       |
| 09.05.                  | Båstad                                                              | Romana Tabák                                    | Olga Brózda Natalia Kołat                 |
| 09.05.                  | Bangkok                                                             | Luksika Kumkhum                                 | Li Ting Zhao Yijing                       |
| 09.05.                  | Neu-Delhi                                                           | Keren Shlomo                                    | Aishwarya Agrawal Ankita Raina            |
| 09.05.                  | Teneriffa                                                           | Victoria Larrière                               | Ximena Hermoso Ivette López               |
| 09.05.                  | Encarnación                                                         | Verónica Cepede Royg                            | Verónica Cepede Royg Luciana Sarmenti     |
| 09.05.                  | Itaparica                                                           | Andrea Benítez                                  | Nathalia Rossi Daniela Seguel             |
| 09.05.                  | Iraklio                                                             | Despina Papamichail                             | Anna Fitzpatrick Samantha Murray          |
| 09.05.                  | Istanbul                                                            | Jasmin Steinherr                                | Dessislawa Mladenowa Andreea Văideanu     |
| 16.05.                  |                                                                     |                                                 |                                           |
| Goyang                  | Chanel Simmonds                                                     | Kim Ji-young Yoo Mi                             |                                           |
| Brescia                 | Iryna Burjatschok                                                   | Karen Castiblanco Fernanda Hermenegildo         |                                           |
| Izmir                   | Mihaela Buzărnescu                                                  | Naomi Broady Lisa Whybourn                      |                                           |
| Moskau                  | Julija Putinzewa                                                    | Nadeschda Guskowa Walerija Solowjowa            |                                           |
| Karuizawa               | Misa Eguchi                                                         | Shūko Aoyama Rika Fujiwara                      |                                           |
| Båstad                  | Yuliana Lizarazo                                                    | Olga Brózda Natalia Kołat                       |                                           |
| Santa Coloma de Farners | Viktorija Golubic                                                   | Eva Fernández Brugués Inés Ferrer Suárez        |                                           |
| Salunga-Landisville     | Robin Anderson                                                      | Chieh-yu Hsu Nicola Slater                      |                                           |
| Durban                  | Kateřina Kramperová                                                 | Jennifer Allan Surina de Beer                   |                                           |
| Rethymno                | Alexandra Artamonova                                                | Alexandra Artamonova Diāna Marcinkēviča         |                                           |
| Itaparica               | Andrea Benítez                                                      | Cecilia Costa Melgar Flavia Guimaraes Bueno     |                                           |
| 23.05.                  |                                                                     |                                                 |                                           |
| Carson                  | Camila Giorgi                                                       | Alexandra Mueller Asia Muhammad                 |                                           |
| Changwon                | Chanel Simmonds                                                     | Chan Hao-ching Zheng Saisai                     |                                           |
| Grado                   | Ajla Tomljanović                                                    | María Irigoyen Jekaterina Iwanowa               |                                           |
| Bangkok                 | Ayu-Fani Damayanti                                                  | Li Ting Varatchaya Wongteanchai                 |                                           |
| Niigata                 | Erika Sema                                                          | Natsumi Hamamura Erika Sema                     |                                           |
| Itaparica               | Roxana Vaisemberg                                                   | Monique Albuquerque Aranza Salut                |                                           |
| Gaziantep               | Melis Sezer                                                         | Ani Amiraghjan Başak Eraydın                    |                                           |
| Velenje                 | Scarlett Werner                                                     | Maria Abramović Scarlett Werner                 |                                           |
| Bukarest                | Elora Dabija                                                        | Laura-Ioana Andrei Camelia Hristea              |                                           |
| Gebo                    | Yevgeniya Kryvonuchko                                               | Eva Fernández Brugués Arabela Fernández Rabener |                                           |
| Sumter                  | Alexis King                                                         | Bojana Bobusic Nicola Slater                    |                                           |
| Durban                  | Nicole Rottmann                                                     | Kateřina Kramperová Zuzana Linhová              |                                           |
| Paros                   | Karen Barbat                                                        | Tamara Čurović Yuliya Lysa                      |                                           |
| Raʿanana                | Valeria Patiuk                                                      | Ofri Lankri Valeria Patiuk                      |                                           |
| Jakarta                 | Zhu Lin                                                             | Zhang Kailin Zheng Jun-yi                       |                                           |
| 30.05.                  | Nottingham AEGON Trophy 2011/Damen                                  | Eleni Daniilidou                                | Kimiko Date-Krumm Zhang Shuai             |
| 30.05.                  | Rom                                                                 | Christina McHale                                | Sophie Ferguson Sally Peers               |
| 30.05.                  | Maribor                                                             | Nastja Kolar                                    | Karen Castiblanco Adriana Pérez           |
| 30.05.                  | Gimcheon                                                            | Yoo Mi                                          | Chan Hao-ching Remi Tezuka                |
| 30.05.                  | Přerov                                                              | Réka-Luca Jani                                  | Kateřina Kramperová Karolína Plíšková     |
| 30.05.                  | Bangkok                                                             | Marta Sirotkina                                 | Li Ting Varatchaya Wongteanchai           |
| 30.05.                  | Cantanhede                                                          | Magali de Lattre                                | Danielle Mills Kayla Rizzolo              |
| 30.05.                  | Hilton Head Island                                                  | Alexandra Mueller                               | Macall Harkins Amanda McDowell            |
| 30.05.                  | Madrid                                                              | Lucía Cervera Vázquez                           | Rocío de la Torre-Sánchez Olga Sáez Larra |
| 30.05.                  | Mie                                                                 | Miharu Imanishi                                 | Shiori Araki Risa Hasegawa                |
| 30.05.                  | Florenz                                                             | Anastasia Grymalska                             | Mihaela Buzărnescu Zuzana Zlochová        |
| 30.05.                  | Paros                                                               | Tamara Čurović                                  | Tamara Čurović Yuliya Lysa                |
| 30.05.                  | Surabaya                                                            | Sandy Gumulya                                   | Jessy Rompies Grace Sari Ysidora          |

### Juni
| Datum 1 | Turnierort                                       | Siegerin Einzel           | Siegerinnen Doppel                            |
| ------- | ------------------------------------------------ | ------------------------- | --------------------------------------------- |
| 07.06.  | Marseille Open GDF Suez de Marseille 2011        | Pauline Parmentier        | Irina-Camelia Begu Nina Brattschikowa         |
| 07.06.  | Nottingham AEGON Nottingham Challenge 2011/Damen | Elena Baltacha            | Eva Birnerová Petra Cetkovská                 |
| 07.06.  | Zlin                                             | Patricia Mayr             | Julija Bejhelsymer Margalita Tschachnaschwili |
| 07.06.  | Campobasso                                       | Karin Knapp               | Mailen Auroux María Irigoyen                  |
| 07.06.  | El Paso                                          | Chiara Scholl             | Chiara Scholl Aljona Sotnykowa                |
| 07.06.  | Tokio                                            | Akiko Ōmae                | Yuka Higuchi Hirono Watanabe                  |
| 07.06.  | Taipeh                                           | Juan Ting-fei             | Chan Chin-wei Kao Shao-yuan                   |
| 07.06.  | Amarante                                         | Magali de Lattre          | Amy Bowtell Yasmin Clarke                     |
| 07.06.  | Madrid                                           | Lisa Sabino               | Lisa Sabino Andreea Văideanu                  |
| 07.06.  | Almere                                           | Anna Korzeniak            | Lynn Schönhage Ghislaine van Baal             |
| 07.06.  | Santos                                           | Andrea Benítez            | Eduarda Piai Karina Souza                     |
| 07.06.  | Jakarta                                          | Ayu-Fani Damayanti        | Ayu-Fani Damayanti Lavinia Tananta            |
| 07.06.  | Nyíregyháza                                      | Simona Dobrá              | Simona Dobrá Monika Tůmová                    |
| 07.06.  | Rosario                                          | Jorgelina Cravero         | Jorgelina Cravero Betina Jozami               |
| 13.06.  | Astana                                           | Tímea Babos               | Weronika Kapschaj Jekaterina Jaschina         |
| 13.06.  | Montpellier                                      | Bibiane Schoofs           | Paula Cristina Gonçalves Maryna Zanevska      |
| 13.06.  | Istanbul                                         | Marta Domachowska         | Marta Domachowska Teodora Mirčić              |
| 13.06.  | Charkiw                                          | Lina Stančiūtė            | Walentina Iwachnenko Kateryna Koslowa         |
| 13.06.  | Padova                                           | Kristina Mladenovic       | Kristina Mladenovic Katarzyna Piter           |
| 13.06.  | Balikpapan                                       | Varatchaya Wongteanchai   | Kanae Hisami Varatchaya Wongteanchai          |
| 13.06.  | Taipeh                                           | Hsu Chieh-yu              | Chan Chin-wei Kao Shao-yuan                   |
| 13.06.  | Alkmaar                                          | Eleanor Dean              | Olga Brózda Natalia Kołat                     |
| 13.06.  | Montemor-o-Novo                                  | Garbiñe Muguruza          | Amanda Carreras Andrea Gámiz                  |
| 13.06.  | Madrid                                           | Daria Salnikova           | Rocio de la Torre-Sánchez Olga Sáez Larra     |
| 13.06.  | Köln                                             | Sandra Zaniewska          | Vanessa Henke Anna Zaja                       |
| 13.06.  | Bethany Beach                                    | Lena Litvak               | Alexandra Hirsch Lena Litvak                  |
| 13.06.  | Neu-Delhi                                        | Yang Zhaoxuan             | Kim Hae-sung Kim Ju-eun                       |
| 13.06.  | Coatzacoalcos                                    | Noel Scott                | Carolina Betancourt Jessica Roland-Rosario    |
| 13.06.  | Pattaya                                          | Luksika Kumkhum           | Liang Chen Zhao Yijing                        |
| 13.06.  | Santa Fe                                         | Vanesa Furlanetto         | Florencia di Biasi Vanesa Furlanetto          |
| 20.06.  | Boston                                           | Petra Rampre              | Tetjana Luschanska Alexandra Mueller          |
| 20.06.  | Périgueux                                        | Séverine Beltrame         | Florencia Molinero Erika Sema                 |
| 20.06.  | Rom                                              | Karin Knapp               | Verónica Cepede Royg Paula Ormaechea          |
| 20.06.  | Lenzerheide                                      | Ani Mijačika              | Ani Mijačika Amra Sadiković                   |
| 20.06.  | Kristinehamn                                     | Jana Čepelová             | Mervana Jugić-Salkić Emma Laine               |
| 20.06.  | Alcobaça                                         | Victoria Larrière         | Malou Ejdesgaard Alenka Hubacek               |
| 20.06.  | Balș                                             | Danka Kovinić             | Alice-Andrada Radu Ingrid Radu                |
| 20.06.  | Breda                                            | Polina Vinogradova        | Eva Wacanno Karolina Wlodarczak               |
| 20.06.  | Cleveland                                        | Kyle McPhillips           | Brooke Austin Brooke Bolender                 |
| 20.06.  | Neu-Delhi                                        | Prerna Bhambri            | Kim Hae-sung Kim Ju-eun                       |
| 20.06.  | Izmir                                            | Elizaveta Ianchuk         | Tatiana Kotelnikova Jewgenija Paschkowa       |
| 20.06.  | Tarakan                                          | Jessy Rompies             | Mae Kawatoko Miki Miyamura                    |
| 20.06.  | Niš                                              | Ana Jovanović             | Martina Borecká Vivien Juhászová              |
| 20.06.  | Zacatecas                                        | Ana Sofia Sánchez         | Ana Paula de la Peña Ingrid Várgas Calvo      |
| 20.06.  | Pattaya                                          | Varatchaya Wongteanchai   | Emi Mutaguchi Kotomi Takahata                 |
| 27.06.  | Cuneo International Country Cuneo 2011           | Anna Tatischwili          | Mandy Minella Stefanie Vögele                 |
| 27.06.  | Toruń                                            | Edina Gallovits-Hall      | Stéphanie Foretz Tatjana Malek                |
| 27.06.  | Pozoblanco                                       | Eleni Daniilidou          | Nina Brattschikowa Irena Pavlovic             |
| 27.06.  | Denain                                           | Teliana Pereira           | Verónica Cepede Royg Teliana Pereira          |
| 27.06.  | Ystad                                            | Dia Ewtimowa              | Alexandra Cadanțu Diana Enache                |
| 27.06.  | Middelburg                                       | Bibiane Schoofs           | Quirine Lemoine Maryna Zanevska               |
| 27.06.  | Stuttgart-Vaihingen                              | Tímea Babos               | Darija Jurak Anaïs Laurendon                  |
| 27.06.  | Melilla                                          | Rocío de la Torre-Sánchez | Aselya Arginbayeva Tanja Samodelok            |
| 27.06.  | Buffalo                                          | Lauren Davis              | Dianne Hollands Shikha Uberoi                 |
| 27.06.  | Prokuplje                                        | Natalija Kostić           | Polona Reberšak Zsófia Susányi                |
| 27.06.  | Izmir                                            | Agnese Zucchini           | Tatiana Kotelnikova Jewgenija Paschkowa       |
| 27.06.  | Havanna                                          | Ofri Lankri               | Misleydis Díaz González Yamile Fors Guerra    |
| 27.06.  | Pattaya                                          | Liang Chen                | Liang Chen Zhao Yijing                        |
| 27.06.  | São José dos Campos                              | Maria Fernanda Alves      | Maria Fernanda Alves Carla Forte              |